# ウィリー・シューメーカー
ウィリアム・リー・シューメーカー（William Lee Shoemaker、1931年8月19日 - 2003年10月12日）はアメリカ合衆国の騎手、調教師。ウィリー（Willie）、ビル（Bill）、ザ・シュー（The Shoe）などの愛称で知られる。日本語では「シューメイカー」との記述もある。

## 経歴
1931年、アメリカ合衆国テキサス州エルパソ近郊のフェイベンズ（en:Fabens, Texas）で生まれた。予定日よりかなり早く、出生時は体重が900gと生死が危ぶまれるほど小柄だったという。
中学、高校ではレスリング、ボクシングの選手として活躍。
17歳となった1949年3月19日に騎手としてデビュー。翌20日にシャフタービーという牝馬で初勝利を挙げると、引退までに世界記録となる通算8,833勝の金字塔を打ち立てることになった。
アメリカ三冠競走は11勝。サンタアニタハンデキャップ11勝、ブリーダーズカップクラシックもファーディナンドで優勝している。
1957年のケンタッキーダービーではギャラントマンに騎乗したがゴールライン（決勝線）を間違えてしまいアイアンリージの2着に敗れた。1986年のケンタッキーダービーではファーディナンドで優勝し54歳という同競走の最年長騎手優勝を記録した。
1970年9月にジョニー・ロングデンの持っていた世界記録である6,032勝を破ると、以後世界記録を8,833勝まで伸ばしたが、引退後の1999年にラフィット・ピンカイ・ジュニアに破られている。最後の勝利となったのは1990年1月20日のガルフストリームパーク競馬場でのボージーニアスで、2週間後の2月3日にサンタアニタパーク競馬場でパッチーグラウンドフォグでの4着を最後に引退した。騎乗数は40,350。
引退後は調教師となったが、間もない1991年4月8日に飲酒運転による交通事故を起こし、一命は取り留めたものの首から下を麻痺する障害を負う。以後は車椅子生活となったが1997年まで調教師を務めた。2003年死去。
1951年にはジョージ・ウルフ記念騎手賞を受賞、1958年にはアメリカ競馬殿堂入りを果たすなど多くの賞を受賞した。

## 主な騎乗馬
- スワップス
- ラウンドテーブル
- ギャラントマン
- ソードダンサー
- ノーザンダンサー
- バックパサー
- ダマスカス
- アックアック
- フォアゴー
- ジョンヘンリー
- スペクタキュラービッド
- ファーディナンド
- シルキーサリヴァン
- クーガー